# Tingena perichlora
Tingena perichlora är en fjärilsart som först beskrevs av Edward Meyrick 1907c.  Tingena perichlora ingår i släktet Tingena och familjen praktmalar. Inga underarter finns listade i Catalogue of Life.